# Governo do Vietnã
O Governo da República Socialista do Vietnã (em vietnamita:  Chính phủ nước Cộng hòa xã hội chủ nghĩa Việt Nam), menos formalmente o Governo Vietnamita Vietname (em vietnamita:  Chính phủ Việt Nam), é o poder executivo e corpo da administração estatal do Vietnã (nhà nước). Os membros do governo são nomeados pelo Presidente do Vietname a conselho do Primeiro-ministro do Vietname e aprovado pelo Assembleia Nacional. O governo é liderado pelo Partido Comunista do Vietname (PCV), que é dirigido pelo Secretário-Geral do PCV, muitas vezes visto como o posto político mais alto do Vietnã.

## Nomes
Após o estabelecimento da República Democrática do Vietnã em 2 de setembro de 1945, com base na Constituição de 1946, o poder executivo foi chamado de Governo (Chính phủ). O governo foi liderado pelo presidente, que foi a segunda posição mais alta no Vietnã. Sob o presidente estava o Gabinete, que era chefiado pelo primeiro-ministro (Thủ tướng).
- De 1959 a 1980, com base no Constituição de 1959, o poder executivo foi nomeado como o Conselho de Governo (Hội đồng Chính phủ). O Conselho de Governo era chefiado pelo Primeiro-Ministro.
- De 1980 a 1992, com base na Constituição de 1980, o poder executivo foi chamado de Conselho de Ministros (Hội đồng Bộ trưởng). O Conselho de Ministros era chefiado pelo seu presidente (equivalente ao primeiro-ministro).
- A partir de 1992, com base na Constituição de 1992 o poder executivo foi renomeado como Governo (Chính phủ). O Governo é chefiado pelo Primeiro-Ministro.

## História

### Conselho de Ministros (1980-1992)
O Conselho de Ministros do Vietnã (Hội đồng Bộ trưởng) foi incumbida pela Constituição de 1980 de gerir e implementar as atividades governamentais do Estado. É descrito nesse documento como "o Governo da República Socialista do Vietnã, o mais alto órgão executivo do Estado do mais alto órgão de autoridade do Estado". É responsável perante o Assembleia Nacional do Vietnã, e, mais diretamente, ao Conselho de Estado Vietnamita quando a Assembleia Nacional não estiver em sessão. As suas funções incluem a apresentação de projetos de lei, decretos e outros projetos de lei à Assembleia Nacional e ao Conselho de Estado; a elaboração de planos e orçamentos estatais e a sua aplicação na sequência da aprovação da Assembleia Nacional; a gestão do desenvolvimento da economia nacional; a organização das atividades de defesa nacional e a garantia da preparação das forças armadas; e a organização e gestão das relações externas do Estado. Os seus membros incluem um presidente, um vice-presidente, ministros de gabinete e os chefes de Estado, cujos mandatos coincidem com os da Assembleia Nacional. O Conselho de Ministros inclui o seu próprio Comitê Permanente, que serve para coordenar e mobilizar as atividades do Conselho. Em 1986, o Comitê Permanente passou de dez para treze membros.
Cada ministério é chefiado por um ministro, que é assistido por dois a doze vice-ministros. O número e as funções dos ministérios não estão previstos na Constituição, mas em 1987 existiam vinte e três ministérios e várias outras comissões e departamentos especializados. Numa aparente resposta ao apelo do Sexto Congresso Nacional do Partido em 1986, para uma burocracia simplificada, vários ministérios foram fundidos. Os antigos Ministérios da Agricultura, Alimentação e Indústria Alimentar juntaram-se a um recém-criado Ministério da Agricultura e Indústria Alimentar. Os ministérios de Energia e Minas foram fundidos para formar o Ministério da Energia, e um recém-criado Ministério do Trabalho, Inválidos de Guerra e Bem-Estar Social consolidou as funções de três antigos ministérios. A adição de dois novos órgãos ministeriais também resultou do 6º Congresso Nacional do Partido: um Ministério da Informação para substituir a Comissão de Rádio e Televisão do Vietnã, e uma missão para as Relações Econômicas com Países Estrangeiros para atuar como um órgão de coordenação para a ajuda externa.

### Governo (desde 1992)
Desde 1992, o poder executivo da República Socialista do Vietnã é oficialmente denominado Governo (Chính phủ). O atual Governo do Vietnã é composto por 18 ministérios, 4 agências ministeriais e 8 outras agências dependentes do governo.

## Composição
O governo é liderado por um primeiro-ministro (Thủ tướng) e quatro vice-primeiros-ministros (Phó Thủ tướng).
Existem 18 ministérios (Bộ); cada um é presidido por um ministro (Bộ trưởng):
- Ministério das Relações Exteriores (Bộ Ngoại giao)
- Ministério da Defesa (Bộ Quốc phòng)
- Ministério da Segurança Pública ((Bộ Công an)
- Ministério dos Assuntos Internos (Bộ Nội vụ)
- Ministério da Justiça (Bộ Tư pháp)
- Ministério das Finanças (Bộ Tài chính)
- Ministério da indústria e Comércio (Bộ Công Thương)
- Ministério do Planeamento e investimento (Bộ Kế hoạch và Đầu tư)
- Ministério da Agricultura e do Desenvolvimento Rural (Bộ Nông nghiệp và Phát triển Nông thôn)
- Ministério da Construção (Bộ Xây dựng)
- Ministério dos Transportes (Bộ Giao thông Vận tải)
- Ministério da Educação e Formação (Bộ Giáo dục và Đào tạo)
- Ministério da Ciência e Tecnologia (Bộ Khoa học và Công nghệ)
- Ministério dos Recursos Naturais e Meio Ambiente (Bộ Tài nguyên và Môi trường)
- Ministério da Informação e Comunicações (Bộ Thông tin và Truyền thông)
- Ministério da Saúde (Bộ Y tế)
- Ministério do Trabalho, dos Inválidos e dos Assuntos Sociais (Bộ Lao động – Thương binh và Xã hội)
- Ministério da Cultura, Desporto e Turismo (Bộ Văn hóa, Thể thao và Du lịch)

Quatro agências ministeriais:
- Gabinete do Governo (Văn phòng Chính phủ), com seu próprio chefe (Chủ nhiệm)
- Inspetoria do Governo (Thanh tra Chính phủ), chefiada por um inspetor-geral (Tổng Thanh tra)
- Banco Estatal do Vietnã (Ngân hàng Nhà nước Việt Nam), chefiada por um governador (Thống đốc)
- Comissão dos Assuntos das Minorias Étnicas (Ủy ban Dân tộc), com seu próprio chefe (Chủ nhiệm)

Oito outras agências dependentes do governo:
- Vietnam Television ou VTV (Đài Truyền hình Việt Nam), chefiada por um diretor-geral (Tổng Giám đốc)
- Agência de Notícias do Vietnã ou TTXVN (Thông tấn xã Việt Nam), chefiada por um diretor-geral (Tổng Giám đốc)
- Voz do Vietnã ou VOV (Đài Tiếng nói Việt Nam), chefiada por um diretor-geral (Tổng Giám đốc)
- Comissão para a Gestão do Capital do Estado nas Empresas ou CMSC (Ủy ban Quản lý vốn Nhà nước tại doanh nghiệp), chefiada por um presidente (Chủ tịch)
- Gestão do Mausoléu de Ho Chi Minh (Ban Quản lý Lăng Chủ tịch Hồ Chí Minh), sob um chefe (Trưởng ban)
- Segurança Social do Vietnã (Bảo hiểm Xã hội Việt Nam), chefiada por um Director-geral (T3ngg1m0c)
- Academia de Ciências Sociais do Vietname (Viện Hàn lâm Khoa học Xã hội Việt Nam), chefiada por um presidente (Chủ tịch)
- Academia de Ciência e Tecnologia do Vietnã (Viện Hàn lâm Khoa học và Công nghệ Việt Nam), chefiada por um presidente (Chủ tịch)

Além disso, o Governo do Vietnã também cria muitos comités nacionais (Ủy ban Quốc gia) quando necessário. Os comitês nacionais não são entidades políticas ou ministérios separados; em vez disso, são compostos por vice-primeiros-ministros, ministros e vice-ministros em domínios apropriados. Os comitês nacionais atuam como órgãos conselheiros do primeiro-ministro em questões sociais e econômicas e coordenam ações entre muitos ministérios e agências. Por conseguinte, os comitês nacionais não têm poderes executivos. Atualmente, existem nove comitês nacionais; cada um é presidido por um presidente (Chủ tịch):
- Comitê Nacional para a Renovação da Educação e Formação (Ủy ban Quốc gia Đổi mới Giáo dục và Đào tạo)
- Comité Nacional para a Transformação Digital (Ủy ban Quốc gia về Chuyển đổi số)
- Comitê Nacional para as Alterações Climáticas (Ủy ban Quốc gia về Biến đổi Khí hậu)
- Comitê Nacional para a Segurança no Trânsito (Ủy ban An toàn Giao thông Quốc gia)
- Comitê Nacional para a Prevenção da AIDS e Prevenção de Narcóticos e Prostituição (Ủy ban Quốc gia Phòng chống AIDS và Phòng chống Tệ nạn Ma túy, Mại dâm)
- Comitê Nacional de Busca e Salvamento (Ủy ban Quốc gia Tìm kiếm Cứu nạn)
- Comitê Nacional para a Segurança da Aviação Civil (Ủy ban An ninh Hàng không Dân dụng Quốc gia)
- Comitê Nacional dos Idosos (Ủy ban Quốc gia về Người cao tuổi)
- Comitê Nacional de Cooperação Econômica Internacional (Ủy ban Quốc gia về Hợp tác Kinh tế Quốc tế)

## Governo atual
O atual primeiro-ministro Phạm Minh Chính, que substituiu Nguyễn Xuân Phúc como primeiro-ministro desde 5 de abril de 2021, foi reeleito em 26 de julho de 2021 após uma votação de 484-0 pela Assembleia Nacional.
Depois de fazer o juramento de posse no mesmo dia, Chính nomeou 26 pessoas para servir em seu gabinete, incluindo 4 vice-primeiros-ministros (1 a menos que o mandato anterior), 18 ministros e 4 chefes de agências de nível ministerial. A programação foi aprovada pelo Assembleia Nacional em 28 de julho de 2021. Espera-se que os membros do gabinete cumpram um mandato renovável de cinco anos que termina antes das eleições de 2026.
| Posição                                                                 | Retrato                                                     | Nome                                       | Membro do Comitê Executivo Central do Partido Comunista | Politburo do Partido Comunista | Politburo do Partido Comunista |
| Posição                                                                 | Retrato                                                     | Nome                                       | Membro do Comitê Executivo Central do Partido Comunista | Membro                         | Posto                          |
| ----------------------------------------------------------------------- | ----------------------------------------------------------- | ------------------------------------------ | ------------------------------------------------------- | ------------------------------ | ------------------------------ |
| Primeiero-Ministro                                                      |                                                             | Phạm Minh Chính                            | Sim                                                     | Sim                            | 3º                             |
| Vice-Primeiro-Ministro Permanente                                       |                                                             | Trần Lưu Quang                             | Sim                                                     | Não                            |                                |
| Vice-Primeiro-Ministro para a Economia Geral                            |                                                             | Lê Minh Khái                               | Sim                                                     | Não                            |                                |
| Vice-Primeiro-Ministro da Ciência, Educação, Cultura e Assuntos Sociais |                                                             | Trần Hồng Hà                               | Sim                                                     | Não                            |                                |
| Vice-Primeiro-Ministro para a Economia Industrial                       |                                                             | Lê Văn Thành                               | Sim                                                     | Não                            |                                |
| Ministro da Defesa                                                      |                                                             | Phan Văn Giang                             | Sim                                                     | Sim                            | 12º                            |
| Ministro da Segurança Pública                                           |                                                             | Lương Tam Quang                            | Sim                                                     | Sim                            | 9º                             |
| Ministro do Interior                                                    |                                                             | Phạm Thị Thanh Trà                         | Sim                                                     | Não                            |                                |
| Ministro das Relações Exteriores                                        |                                                             | Bùi Thanh Sơn                              | Sim                                                     | Não                            |                                |
| Ministro da Justiça                                                     |                                                             | Lê Thành Long                              | Sim                                                     | Não                            |                                |
| Ministro do Planejamento e Investimento                                 |                                                             | Nguyễn Chí Dũng                            | Sim                                                     | Não                            |                                |
| Ministro das Finanças                                                   |                                                             | Hồ Đức Phớc                                | Sim                                                     | Não                            |                                |
| Ministro da Indústria e Comércio                                        |                                                             | Nguyễn Hồng Diên                           | Sim                                                     | Não                            |                                |
| Ministro da Agricultura e Desenvolvimento Rural                         |                                                             | Lê Minh Hoan                               | Sim                                                     | Não                            |                                |
| Ministro dos Transportes                                                |                                                             | Nguyễn Văn Thắng                           | Sim                                                     | Não                            |                                |
| Ministro da Construção                                                  |                                                             | Nguyễn Thanh Nghị                          | Sim                                                     | Não                            |                                |
| Ministro dos Recursos Naturais e do Meio Ambiente                       |                                                             | Đặng Quốc Khánh                            | Sim                                                     | Não                            |                                |
| Ministro da Informação e Comunicações                                   |                                                             | Nguyễn Mạnh Hùng                           | Sim                                                     | Não                            |                                |
| Ministro do Trabalho, Inválidos e Assuntos Sociais                      |                                                             | Đào Ngọc Dung                              | Sim                                                     | Não                            |                                |
| Ministro da Cultura, Esportes e Turismo                                 |                                                             | Nguyễn Văn Hùng                            | Sim                                                     | Não                            |                                |
| Ministro da Ciência e Tecnologia                                        |                                                             | Huỳnh Thành Đạt                            | Sim                                                     | Não                            |                                |
| Ministro da Educação e Formação                                         |                                                             | Nguyễn Kim Sơn                             | Sim                                                     | Não                            |                                |
| Ministro da Saúde                                                       |                                                             | Nguyễn Thanh Long (até 7 de junho de 2022) | Sim                                                     | Não                            |                                |
| Ministro da Saúde                                                       | Đỗ Xuân Tuyên (de 7 de junho de 2022 a 15 de julho de 2022) | Sim                                        | Não                                                     |                                |                                |
| Ministro da Saúde                                                       | Đào Hồng Lan (desde 15 de julho de 2022)                    | Sim                                        | Não                                                     |                                |                                |
| Ministro, Presidente do Gabinete do Governo                             |                                                             | Trần Văn Sơn                               | Sim                                                     | Não                            |                                |
| Ministro, Presidente do Comitê para Assuntos de Minorias Étnicas        |                                                             | Hầu A Lềnh                                 | Sim                                                     | Não                            |                                |
| Inspetor-Geral do Governo                                               |                                                             | Đoàn Hồng Phong                            | Sim                                                     | Não                            |                                |
| Governador do Banco Estatal do Vietnã                                   |                                                             | Nguyễn Thị Hồng                            | Sim                                                     | Não                            |                                |

Os chefes de outras agências dependentes do governo são nomeados pelo Primeiro-Ministro sem aprovação da Assembleia Nacional. Normalmente, não há limite de mandato para os líderes dessas agências. Os atuais chefes das agências dependentes do governo são:
- Diretor-Geral da Televisão do Vietnã: Lê Ngọc Quang
- Diretor-Geral da Agência de Notícias do Vietnã: Vũ Việt Trang
- Diretor-Geral da Voz do Vietnã: Đỗ Tiến Sỹ
- Presidente da Comissão para a Gestão do Capital do Estado nas Empresas: Nguyễn Hoàng Anh
- Presidente da Academia Nacional de Política de Ho Chi Minh: Prof. Nguyễn Xuân Thắng
- Chefe Interino da Gestão do Mausoléu de Ho Chi Minh: Major-General Bùi Hải Sơn
- Diretor-Geral da Segurança Social do Vietnã: Nguyễn Thế Mạnh
- Presidente da Academia de Ciências Sociais do Vietnã: Phan Chí Hiếu
- Presidente da Academia de Ciência e Tecnologia do Vietnã: Prof. Châu Văn Minh
- Presidente da Universidade Nacional do Vietnã, Hanói: Prof. Lê Quân
- Presidente da Universidade Nacional do Vietnã, Cidade de Ho Chi Minh: Prof. Assoc. Vũ Hải Quân